# Vietnámi szelenceteknős
A vietnámi szelenceteknős (Cuora galbinifrons) a hüllők (Reptilia) osztályába, a teknősök (Testudines) rendjébe és a földiteknősfélék (Geoemydidae) családjába tartozó faj.

## Előfordulása
Kína, Laosz és Vietnám területen honos.

## Megjelenése
Páncélhossza 20 centiméter.

## Életmódja
Mindenevő.

## Szaporodása
2-4 tojást rak.